# واسیلی شورین
واسیلی شورین (روسی: Василий Иванович Шорин؛ ۲۶ دسامبر ۱۸۷۰ (7 January 1871 N.S.) – ۲۹ ژوئن ۱۹۳۸ (۶۷ ساله)) یک فرمانده نظامی شوروی بود که یگان‌های گوناگونی از ارتش سرخ را در جنگ داخلی روسیه رهبری می‌کرد.

## زندگی‌نامه
شورین در سال ۱۸۷۰ میلادی در کالیازین به دنیا آمد و تحصیلات نظامی خود را در مدرسه نظام کازان انجام داد. او در جنگ روسیه و ژاپن فرمانده گروهان و در آغاز جنگ جهانی اول فرمانده گردان بود و در سال ۱۹۱۶ میلادی به درجه سرهنگی رسید.
پس از انقلاب اکتبر شورین به بلشویک‌ها پیوست. او در سپتامبر ۱۹۱۸ میلادی توسط سربازان لشکر ۲۶ پیاده‌نظام تفنگدار شوروی به فرماندهی برگزیده شد و مدتی بعد به فرماندهی ارتش دوم جبهه شرقی ارتش سرخ رسید. شورین به خوبی توانست نیروهای تحت امر خود را سازماندهی نماید و در سرکوب شورش ایژوسک-وتکینسک و مقابله با آفند بهاره ارتش سفید روسیه نقش داشت. او از مه ۱۹۱۹ فرمانده بال شمالی جبهه شرقی ارتش سرخ در جنگ داخلی روسیه بود و در ضدحمله جبهه شرقی جنگ داخلی روسیه نقش داشت.
از ژوئیه ۱۹۱۹ میلادی شورین فرماندهی واحدهایی را در جبهه جنوبی جنگ داخلی روسیه به عهده داشت که از سپتامبر همان سال تبدیل به جبهه جنوب‌شرقی جنگ داخلی روسیه شدند. او در ضدحمله جبهه جنوبی جنگ داخلی روسیه حضور داشت اما نیروهایش از نیروهای سفید به فرماندهی آنتون دنیکین شکست خوردند.
شورین مدتی فرمانده ارتش سرخ در جبهه قفقاز جنگ داخلی روسیه و از ۱۹۲۰ عضو کمیته انقلابی سیبری شد. از مه ۱۹۲۰ تا ژانویه ۱۹۲۱ مشاور فرمانده کل قوای ارتش سرخ در جمهوری خاور دور بود که به سرکوب شورش‌های گوناگونی در این ناحیه مانند شورش رومان فون اونگرن-اشترنبرگ می‌پرداخت. او سپس در سال ۱۹۲۲ به فرماندهی جبهه ترکستان جنگ داخلی روسیه رسید و در سرکوب خیزش باسماچی‌ها نقش داشت.
از ۱۹۲۳ تا ۱۹۲۵ میلادی شورین معاون فرمانده بخش نظامی لنینگراد بود و در ۱۹۲۵ بازنشست شد و بر ایجاد انجمن داوطلبان همکاری با نیروی زمینی، هوایی و دریایی در لنینگراد نظارت می‌کرد.
شورین در دوران تصفیه‌های استالین در سال ۱۹۳۸ میلادی دستگیر شد. پاره‌ای اسناد می‌گویند که او تیرباران گشت اما پاره‌ای نیز می‌گویند که در زندان درگذشت. او در گورستان بوگوسلوفسکه سنت پترزبرگ دفن است.
وی همچنین برندهٔ جوایزی همچون نشان پرچم سرخ شده‌است.